# Savoy Brown
Savoy Brown est un groupe de blues rock britannique, originaire de Londres, en Angleterre. Bien que britannique il a surtout rencontré le succès aux États-Unis. Au cours de son existence le groupe a connu de très nombreuses formations, le guitariste Kim Simmonds, leader du groupe, étant le seul membre permanent. Le batteur Bill Bruford a d'ailleurs participé à une formation au tout début, avant de se joindre à Yes , puis à King Crimson.

## Biographie
Le groupe est formé par le guitariste Kim Simmonds et le joueur d'harmonica John O'Leary, après avoir eu la chance de se rencontrer au disquaire Transat Imports à Lisle Street, Soho, en 1965. La formation initiale fait appel à l'agent artistique Harry Simmonds, frère de Kim.
La formation originale comprend le chanteur Bryce Portius, le claviériste Trevor Jeavons, le bassiste Ray Chappell, le batteur Leo Manning et le joueur d'harmonica John O'Leary. Jeavons est remplacé par Bob Hall peu après la création du groupe et l'arrivée de Martin Stone à la guitare. Peu après l'arrivée de Stonel, O'Leary part à la suite d'une dispute avec l'agent artistique Harry Simmonds. Cette formation, sans O'Leary, apparait sur un premier album, Shake Down (1967), une collection de reprises blues. D'autres changements de formation s'effectuent avec le départ de Portius, Chappell et Manning et l'arrivée du guitariste Stone pendant une courte période. Chris Youlden et « Lonesome » Dave Peverett (qui formera plus tard le groupe Foghat) deviendront chanteur et second guitariste respectivement.
En 1978, Simmonds organise une nouvelle formation avec le bassiste Don Cook et le batteur Richard Carmichael. Le single Run to Me, une reprise d'un morceau de Smokie, devient le meilleur succès de Savoy aux US (68e du Billboard Hot 100 pendant la semaine du 31 octobre 1981).
En 2008, Train to Nowhere est utilisé dans la série télévisée CSI: NY. Leur album, Voodoo Moon, est publié chez Ruf Records en 2011.
En 2013, dans le film "Jimi Hendrix : All Is By My Side", un titre de Savoy Brown est utilisé dans la bande originale.
En 2015, sous le nom de Kim Simmonds and Savoy Brown, leur album, The Devil to Pay, atteint la quatrième place des Billboard Top Blues Albums.
Le 28 août 2020, Savoy Brown sort son quarante et unième album, Ain't Done Yet, dirigé par son membre fondateur Kim Simmonds. Ce dernier contient des titres tels que: Rocking in Louisiana, Ain't Done Yet ou encore Jaguar Car.

## Membres

### Membres actuels
- Kim Simmonds – guitare, chant (depuis 1965)
- Pat DeSalvo – basse (depuis 2009)
- Garnet Grimm – batterie (depuis 2009)

### Anciens membres
- Bill Bruford - batterie
- John O'Leary – harmonica
- Brice Portius – chant
- Martin Stone – guitare
- Ray Chappell – basse
- Leo Mannings – batterie
- Bob Hall – claviers
- Dave Peverett – guitare
- Tony Stevens – basse
- Roger Earl – batterie
- Chris Youlden – chant
- Rivers Jobe – basse
- Paul Raymond – claviers
- Dave Walker – chant
- Dave Bidwell – batterie
- Bob Brunning – basse
- Andy Silvester  – basse
- Andy Pyle – basse
- Jackie Lynton – chant
- Ron Berg – batterie
- Eric Dillon – batterie
- Stan Webb – guitare
- Miller Anderson – guitare, chant
- Jimmy Leverton – basse
- Ian Ellis – basse, guitare
- Tom Farnell – batterie
- Nathaniel Peterson – basse, chant
- Tom Compton – batterie
- Pete McMahon –  chant, harmonica
- Dave Olson – batterie
- Jim Heyl – basse
- Dennis Cotton – batterie
- David Malachowski – guitare
- Gerry Sorrentino – basse
- Mario Staiano – batterie
- Ralph Morman – chant
- John Humphrey – basse
- Keith Boyce – batterie
- Barry Paul – guitare
- Jimmy Kunes – chant
- Loren Kraft – basse, chant
- Jeff Adams – guitare
- Steve Behrendt – batterie, chant
- Lou Kaplan – basse
- Jimmy Dagnesi – basse

## Discographie
- 1967 : Shake Down
- 1968 : Getting to the Point
- 1969 : Blue Matter (U.S. #182[9],[10])
- 1969 : A Step Further (U.S. #71[9])
- 1969 : Raw Sienna (U.S. #121[9])
- 1970 : Looking In (UK #50; U.S. #39[9])
- 1971 : Street Corner Talking (U.S. #75[9])
- 1972 : Hellbound Train (U.S. #34[9])
- 1973 : Lion's Share (U.S. #151[9])
- 1973 : Jack the Toad (U.S. #84[9])
- 1974 : Boogie Brothers (U.S. #101[9])
- 1975 : Wire Fire (U.S. #153[9])
- 1976 : Skin 'n' Bone
- 1978 : Savage Return
- 1981 : Rock 'n' Roll Warriors (U.S. #185)
- 1981 : Greatest Hits - Live in Concert
- 1981 : Just Live
- 1985 : Live in Central Park (Relix Records RRLP 2014)
- 1986 : Slow Train (Relix Records RRLP 2023)
- 1988 : Make Me Sweat
- 1989 : Kings of Boogie
- 1990 : Live and Kickin'
- 1992 : Let It Ride
- 1994 : Bring It Home
- 1998 : Live at the Record Plant (enregistré en 1975)
- 1999 : The Bottom Line Encore Collection (live)
- 1999 : The Blues Keep Me Holding On
- 2000 : Looking from the Outside - Live '69 and '70
- 2000 : Jack the Toad - Live 70/72
- 2003 : Strange Dreams
- 2005 : You Should Have Been There
- 2007 : Steel
- 2009 : Too Much of a Good Thing
- 2017 : Witchy Feelin'
- 2020 : Ain't Done Yet
- 2020 : Rocking in Louisiana
- 2023 : Blues All Around